# Listă de tenismene române
Aceasta este listă de tenismene române.
- Irina Bara
- Adriana Barna
- Irina-Camelia Begu
- Ana Bogdan
- Elena Bogdan
- Mihaela Buzărnescu
- Alexandra Cadanțu
- Sorana Cîrstea
- Georgia Crăciun
- Cătălina Cristea
- Jaqueline Cristian
- Nicoleta Dascălu
- Cristina Dinu
- Ruxandra Dragomir
- Ioana Ducu
- Alexandra Dulgheru
- Andreea Ehritt-Vanc
- Diana Enache
- Edina Gallovits-Hall
- Ioana Gaspar
- Mădălina Gojnea
- Simona Halep
- Camelia Hristea
- Simona Matei
- Florența Mihai
- Magda Mihalache
- Ioana Mincă
- Andreea Mitu
- Corina Morariu
- Gabriela Niculescu
- Monica Niculescu
- Ioana Raluca Olaru
- Anda Perianu
- Lucia Romanov-Stark
- Ioana Loredana Roșca
- Magda Rurac
- Elena-Gabriela Ruse
- Lucia Romanov-Stark
- Virginia Ruzici
- Raluca Sandu
- Delia Sescioreanu
- Mariana Simionescu
- Liliana Solomon
- Irina Spîrlea
- Ágnes Szatmári
- Alina Tecșor
- Patricia Maria Țig
- Liana Ungur

## Vezi și
- Listă de sportivi români